# Mieczysław Ornatowski
Mieczysław Ornatowski (ur. 27 kwietnia 1894 w Jaworowie, woj. lwowskie, zm. 13 / 14 kwietnia 1940 w Katyniu) – podpułkownik łączności Wojska Polskiego, ofiara zbrodni katyńskiej.

## Życiorys
Był synem Izydora i Hipolity z Winnickich. Absolwent gimnazjum w Samborze. Student Wydziału Lekarskiego Uniwersytetu Lwowskiego. Ukończył krótkie kursy bankowości we Lwowie. Uczestnik I wojny światowej w szeregach armii austro-węgierskiej. W 1918 był podporucznikiem sanitarnym w 77 pułku piechoty. 19 lutego 1919 został przyjęty w stopniu podporucznika do Wojska Polskiego i „zaliczony do 1 Rezerwy Armii z jednoczesnym powołaniem do czynnej służby na czas wojny aż do demobilizacji” i został przydzielony do komendy dworca Jarosław. 30 marca 1920 został awansowany do stopnia porucznika piechoty z dniem 1 grudnia 1919, służył wówczas w V batalionie etapowym. 25 listopada 1920 został zatwierdzony w stopniu porucznika piechoty z grupy „byłej armii austro-węgierskiej” z dniem 1 kwietnia 1920. Od 1921 w 3 pułku łączności. Został przeniesiony z korpusu oficerów piechoty do korpusu oficerów łączności i w 1922 był w stopniu porucznika ze starszeństwem z dniem 1 czerwca 1919 i 27 lokatą. Ukończył kurs w Oficerską Szkołę Wojsk Łączności (1923) i został przeniesiony do 2 pułku łączności. 31 marca 1924 został awansowany do stopnia kapitana łączności ze starszeństwem z dniem 1 lipca 1923 i 24 lokatą i przeniesiony do pułku radiotelegraficznego w Beniaminowie. W 1929 został mianowany dowódcą 2 batalionu radiotelegraficznego. Awansował do stopnia majora ze starszeństwem z dniem 1 stycznia 1930, w 1932 posiadał 10 lokatę w swoim starszeństwie. 16 listopada 1932 został skierowany na pięciomiesięczny kurs dla oficerów sztabowych łączności przy Ministerstwie Poczt i Telegrafów. W 1938 został zastępcą dowódcy pułku radiotelegraficznego. Awansowany na podpułkownika ze starszeństwem z dniem 19 marca 1939 i 3 lokatą. W marcu 1939 był I zastępcą dowódcy pułku radiotelegraficznego.
Zgodnie z planem mobilizacyjnym we wrześniu 1939 dowodził, zmobilizowanym przez pułk radiotelegraficzny Ośrodkiem Zapasowym Radio. OZ w sile 40 oficerów, 1100 żołnierzy, 2 samochody osobowe, 4 samochody ciężarowe, 1 motocykl, 83 konie, 7(?) wozów, 40 radiostacji RKD, 11 radiostacji N1T, 5 radiostacji RKG/A (z tego 3 kompletne w skrzyniach) otrzymuje rozkaz ewakuacji do Tarnopola wraz z resztą pułku. 10 września osiąga Radzyń, 16 września Luboml, a 18 września Kowel skąd rozpoczyna odwrót do Lublina. 1 października jednostka poddała się Rosjanom w miejscowości Momoty Górne. Wszystkim żołnierzom wydano zaświadczenia o „zwolnieniu na skutek rozbrojenia przez wojska ZSRR”. Część oficerów pułku została później internowana i zamordowana w Katyniu i Charkowie. Ornatowski wg innych źródeł został wzięty do niewoli wcześniej – 17 września w Tarnopolu. Został przewieziony do obozu przejściowego w Putywlu. Na karcie rejestracyjnej z dnia 20.10.1939 widnieje nazwisko Ornatorski. W korespondencji między obozem putywlskim a Zarządem NKWD ZSRR do spraw Jeńców Wojennych (UPW) figuruje pod nazwiskiem Onatorski na liście generałów i wyższych oficerów z dnia 28 października 1939. 1 listopada 1939 został przewieziony do obozu w Kozielsku. Według stanu z dnia 1 stycznia 1940 był jeńcem kozielskiego obozu. Z Kozielska rodzina otrzymała kartę pocztową z datą ze stempla pocztowego 1.3.1940. Między 11 a 12 kwietnia 1940 przekazany do dyspozycji naczelnika smoleńskiego obwodu NKWD – lista wywózkowa 022/3 poz 86, nr akt 1183 z 9 kwietnia 1940. Został zamordowany między 13 a 14 kwietnia 1940 przez NKWD w lesie katyńskim. Zidentyfikowany podczas ekshumacji prowadzonej przez Niemców w 1943 wpis w księdze czynności pod datą 6.05.1943. W czasie ekshumacji błędnie odczytano jego nazwisko. Figuruje liście AM-199-1204 (Ozlatowski Mieszysław) i Komisji Technicznej PCK GARF-39-01204 (Orpatowski). Przy szczątkach Ornatowskiego w mundurze oficerskim znaleziono: zaświadczenie badania krwi na nazwisko majora Józefa Mieczysławskiego wydane przez dr Edwarda Świderskiego, notatnik, kartę pocztową, złoty monogram MO, zaświadczenie szczepień obozowych z Kozielska. Znajduje się na liście ofiar opublikowanej w Gońcu Krakowskim nr 114 (jako Ozłatowski) i Nowym Kurierze Warszawskim nr 123 (jako Ozłątowski).   
W Archiwum Robla znajduje się: notatnik kpt. Tomasza Siwickiego (pakiet 0873-01,10) w którym Ornatowski jest wymieniony na niedatowanej liście oficerów, oraz na liście oficerów obozu w Putywlu pod datą 18.10.1939; kalendarzyk por. Michała Jana Benescha (pakiet 02595-01,04, 05) w którym Ornatowski jest wymieniony w pod datami 16.10.1939 i 01.01.1940 oraz na liście nazwisk jeńców obozu w Putywlu.   
Krewni w 1945 i 1991 poszukiwali informacji przez Biuro Informacji i Badań Polskiego Czerwonego Krzyża w Warszawie.   

## Życie prywatne
Żonaty z Wandą Barańską, miał córki Barbarę i Urszulę (ur. 1935). Mieszkał w Warszawie na Żoliborzu. W sierpniu 1939 Ornatowski przewiózł rodzinę w rzeszowskie by tam doczekała końca wojny. Córka Urszula Malentowicz-Jaraszkiewcz – skończyła stomatologię w Akademii Medycznej we Wrocławiu. Przez 42 lata pracowała jako stomatolog w Zielonej Górze, m.in. w Szpitalu Wojewódzkim. 

## Ordery i odznaczenia
- Srebrny Krzyż Zasługi (10 listopada 1928)[23][16]
- Medal Pamiątkowy za Wojnę 1918–1921
- Medal Dziesięciolecia Odzyskanej Niepodległości
- Odznaka pamiątkowa „Orlęta”[4].

28 marca 1933 Komitet Krzyża i Medalu Niepodległości odrzucił wniosek o nadanie mu tego odznaczenia „z powodu braku pracy niepodległościowej”.

## Upamiętnienie
- Minister Obrony Narodowej Aleksander Szczygło decyzją Nr 439/MON z 5 października 2007 awansował go pośmiertnie na stopnień pułkownika. Awans został ogłoszony 9 listopada 2007, w Warszawie, w trakcie uroczystości „Katyń Pamiętamy – Uczcijmy Pamięć Bohaterów”
- Krzyż Kampanii Wrześniowej – zbiorowe, pośmiertne odznaczenie pamiątkowe wszystkich ofiar zbrodni katyńskiej (1 stycznia 1986)
- symboliczny nagrobek na cmentarzu komunalnym Pobitno w Rzeszowie[25]
- tabliczka epitafijna na Pomniku Katyńskim w Szczecinie[26]